# Harveys schnabelhafte Abenteuer
Harveys schnabelhafte Abenteuer (Originaltitel: Harvey Beaks) ist eine US-amerikanische Zeichentrickserie, die von C. H. Greenblatt für Nickelodeon entwickelt wurde. In Nordamerika erschien sie das erste Mal am 28. März 2015, in Deutschland am 20. Juli desselben Jahres.

## Handlung
Harvey ist ein kleiner Vogel, der mit seiner Familie und seinen Freunden in dem kleinen Naturstädtchen Klein-Birkenwald lebt. Er erlebt dabei jede Menge Abenteuer mit seinen Freunden, den Waldtrollen Fee und Foo.

## Hauptfiguren
- Harvey ist eine Blaumeise. Harvey ist lieb, ruhig, nett und höflich, aber manchmal wünscht er sich, etwas tollkühner zu sein. Er hängt oft mit seinen Freunden Fee und Foo rum. Manchmal verbringt er auch seine Zeit mit Dade.
- Fee ist Harveys beste Freundin. Fee ist wild und aufsässig und kann manchmal auch etwas stur sein. Sie und ihr Bruder Foo scheinen Waisenkinder zu sein, da sie kein Haus haben. Sie betrachtet Miriam wohl als Mutterfigur.
- Foo ist Fees Bruder, und ein gutmütiger Trottel. Er begeistert sich für fast alles und nimmt so gut wie nie etwas übel.
- Miriam Beaks ist die Mutter von Harvey. Sie arbeitet in der Bibliothek.
- Irving Beaks ist der Vater von Harvey. Er kümmert sich um den Haushalt und das Ei.  Die Familie ist sich sicher, dass es einmal ein Mädchen wird. Irving hatte mit Mr. Roberts, Mr. Moff und Jeremy eine Band gegründet, um auf Kinder-Geburtstagen zu spielen.
- Michelle Beaks ist Harveys kleine Schwester. Am Anfang der Serie war sie noch ein Ei, bis sie dann ausschlüpfte. Sie sieht sehr lieb aus, hat aber oft einen finsteren Blick.
- Dade, Harveys früherer bester Freund, ist ein Kaninchen und hat einen ziemlichen Ordnungsfimmel. Er scheint homosexuell und unsterblich in Harvey verliebt zu sein. Aus diesem Grund kann er Fee und Foo auch nicht leiden. Er scheint zudem unfassbar religiös zu sein.
- Prinzessin ist eine Eule und stets mit rosa Kleid und Diadem ausgestattet. Prinzessin ist stets schlecht gelaunt und flucht herum. In einer Folge wird aufgedeckt, dass sie ihren Zwilling aufgefressen hat.
- Claire ist eine Füchsin und ein ruhiges, schüchternes Mädchen. Sie ist in Foo verliebt.
- Piri Piri ist ein weiblicher gelber Vogel. Sie ist Claires beste Freundin. Der Name ist angelehnt an die afrikanische Chilischote. Sie ist heimlich in Harvey verliebt.
- Technobär ist ein cooler Bär. Er mag Musik sehr gerne. Später wird allerdings klar, dass er eigentlich Terrybär heißt und „Technobär“ nur sein Spitzname ist. Angesichts der Tatsache, dass seine Eltern Schildkröten sind, liegt der Gedanke nahe, dass er adoptiert ist.
- Jeremy ist ein großer, dicker Pilz, der eine Nase, ähnlich der eines Elefanten hat. Er kann gut Karten mischen. Er ist auch in der Barkeeper zu sehen und war Babysitter für das Ei der Beaks.
- Randl ist ein Waschbär, der ein Warenlager besitzt. Er ist grimmig, gelangweilt, schlecht gelaunt und lebt bei seiner Mutter.
- Officer Fredd ist eine kleine, grüne Raupe und Polizist. Seine Fähigkeit ist es, mit dem Fingern Blitze zu schießen, indem er ba-zap sagt.
- Skunkie ist ein Stinktier, und Harveys bester Freund. Er furzt immer, wenn er nervös ist oder wenn er erschrickt.
- Mikey ist ein Frosch und Harveys Freund.
- Tara ist eine weibliche Spinne, die im Haarsalon arbeitet. Sie redet häufig schnell.
- Paul ist ein Fuchs, der Geburtstag feierte, der wütend ist, weil Irvings Band ihren Namen falsch ausspricht.
- Bartlebert ist ein Baumgeist, der auch wie Miriam in der Bibliothek arbeitet. Fee verscheuchte Bartlebert, weil er ein Geist ist. Bartlebert erteilte Fee eine Lektion, indem er sie in einen Geist verwandelte. Er ist in manchen Folgen zu sehen.

## Synchronisation
| Figuren          | Originalsprecher        | Deutsche Sprecher      |
| ---------------- | ----------------------- | ---------------------- |
| Harvey           | Max Charles             | Gerome Quantmeyer      |
| Fee              | Angelina Wahler         | Marie Hinze            |
| Foo              | Jackson Brundage        | Lukas Till Berglund    |
| Miriam           | Kerri Kenney-Silver     | Melanie Hinze          |
| Irving           | Scott Adsit             | Fabian Oscar Wien      |
| Dade             | C. H. Greenblatt        | Sven Plate             |
| Prinzessin       | Andres Salaff           | Tilo Schmitz           |
| Claire           | Nicole Wedel            | Anita Hopt             |
| Piri Piri        | Madeleine Curry         | Charlotte Uhlig        |
| Technobär        | Mason Vaughn            | Patrick Baehr          |
| Jeremy           | C. H. Greenblatt        | Sebastian Fitzner      |
| Randl            | Marc Maron              | Michael Iwannek        |
| Randl' s Mom     | Nick Sumida             | Beate Gerlach          |
| Wurz             | Laz Meiman              | Marcel Mann            |
| Skunkie          | Matthew Zhang           | Sebastian Kluckert     |
| Mikey            | Nicholas Sumida         | Christian Zeiger       |
| Blister          | Ken Jenkins             |                        |
| Mr. Roberts      | Matt Berry Jeff Bennett | Uwe Jellinek           |
| Mr. Moff         | Dave Foley              | Frank Schröder         |
| Officer Fredd    | Michael-Leon Wooley     | Santiago Ziesmer       |
| Tara             | Ana Gasteyer            | Silvia Mißbach         |
| Paul             | Laz Meiman              | Jasmin Arnoldt         |
| Richard          | C. H. Greenblatt        | Christopher Kohn       |
| Bartelbert       | Fred Stoller            | Uwe Büschken           |
| Feuerwerkstasche | Andy Merrill            | Patrik Cieslik         |
| Aiden Beaks      | Jim O’Heir              | Michael Pan            |
| Miley Beaks      | Catherine O’Hara        | Philine Peters-Arnolds |
| Roland Beaks     | Blake Clark             | Roland Hemmo           |

## Episodenliste

### Staffel 1
In Deutschland und den USA liefen alle Folgen auf Nickelodeon.
| Nummer (gesamt) | Nummer (Staffel) | Deutscher Titel                           | Originaltitel                             | Erstausstrahlung (USA) | Erstausstrahlung (Deutschland) |
| 1               | 1                | Der Pe-Choo                               | Pe-Choo!                                  | 28. März 2015          | 20. Juli 2015                  |
| 1               | 2                | Der Spucke-Baum                           | The Spitting Tree                         | 29. März 2015          | 20. Juli 2015                  |
| 2               | 3                | Das Leihfahrrad                           | The Rentl Bike                            | 12. April 2015         | 23. Juli 2015                  |
| 2               | 4                | Der Anti-Valentinstag                     | Anti-Valentine’s Day                      | 12. April 2015         | 24. Juli 2015                  |
| 3               | 5                | Der Finger                                | The Finger                                | 5. April 2015          | 27. Juli 2015                  |
| 3               | 6                | Die negativen Seiten der positiven Ladung | The Negatives of Being Positively Charged | 5. April 2015          | 28. Juli 2015                  |
| 4               | 7                | Eine kometenhafte Nacht?                  | Comet Night?                              | 10. Mai 2015           | 21. Juli 2015                  |
| 4               | 8                | Eine kometenhafte Nacht!                  | Comet Night!                              | 10. Mai 2015           | 22. Juli 2015                  |
| 5               | 9                | Die Rache der Eichhörnchen                | A Tail of Les Squirrels                   | 26. April 2015         | 29. Juli 2015                  |
| 5               | 10               | Jemand klaut mein Zeug!                   | Someone’s Stealing My Stuff               | 2. Mai 2015            | 30. Juli 2015                  |
| 6               | 11               | Die Club-Nacht                            | Nightclub Night                           | 19. April 2015         | 31. Juli 2015                  |
| 6               | 12               | Der Rebell                                | The Rebel                                 | 19. April 2015         | 3. August 2015                 |
| 7               | 13               | Harveys erste Narbe                       | Harvey’s First Scar                       | 26. April 2015         | 4. August 2015                 |
| 7               | 14               | Die Natur der Natur                       | The Nature of Nature                      | 2. Mai 2015            | 5. August 2015                 |
| 8               | 15               | Das Geister-Problem                       | The Ghost Problem                         | 17. Mai 2015           | 6. August 2015                 |
| 8               | 16               | Prinzessin ist besser als du              | Princess Is Better Than You               | 2. Mai 2015            | 7. August 2015                 |
| 9               | 17               | Der allmächtige Foo                       | The Almighty Foo                          | 17. Mai 2015           | 10. August 2015                |
| 9               | 18               | Der altmodische Dade                      | Old-Fashioned Dade                        | 2. Mai 2015            | 11. August 2015                |
| 10              | 19               | Der Pyjamaparty-Schreck                   | The Sleepover’s Over                      | 24. Mai 2015           | 12. August 2015                |
| 10              | 20               | Der zertifizierte Babysitter              | Certified Babysitter                      | 24. Mai 2015           | 13. August 2015                |
| 11              | 21               | Fees neue Frisur                          | Fee’s Haircut                             | 18. Juli 2015          | 14. August 2015                |
| 11              | 22               | Harveys Lieblingsbuch                     | Harvey’s Favorite Book                    | 18. Juli 2015          | 14. August 2015                |
| 12              | 23               | Dads Band                                 | Dad Band                                  | 25. Juli 2015          | 16. November 2015              |
| 12              | 24               | Foos Schutzbunker                         | Foo’s Panic Room                          | 25. Juli 2015          | 16. November 2015              |
| 13              | 25               | Ein Tag ohne Plan                         | A Day of No To-Do                         | 7. September 2015      | 17. November 2015              |
| 13              | 26               | Das Katastrophen-Rezept                   | Recipe for Disaster                       | 7. September 2015      | 18. November 2015              |
| 14              | 27               | Randls Rebellion                          | Randl’s Scandl                            | 25. September 2015     | 19. November 2015              |
| 14              | 28               | Der König der Streiche                    | King of Pranks                            | 18. September 2015     | 20. November 2015              |
| 15              | 29               | Der Müll-Sheriff                          | Night Maid                                | 2. Oktober 2015        | 23. November 2015              |
| 15              | 30               | Icky-Chicky                               | Icky Chicky                               | 9. Oktober 2015        | 24. November 2015              |
| 16              | 31               | Das Freundschafts-Prinzip                 | Buds Before Studs                         | 16. Oktober 2015       | 25. November 2015              |
| 16              | 32               | Ein Kampf unter Freunden                  | Harvey Fights Kratz                       | 6. November 2015       | 26. November 2015              |
| 17              | 33               | Die Süßkartoffel-Champions                | Yampions                                  | 13. November 2015      | 27. November 2015              |
| 17              | 34               | Das Borkenball-Match                      | Barkball                                  | 20. November 2015      | 27. November 2015              |
| 18              | 35               | Die Junior-Petzen                         | Junior Squealers                          | 15. Januar 2016        | 8. Februar 2016                |
| 18              | 36               | Der Sturm                                 | The Storm                                 | 22. Januar 2016        | 8. Februar 2016                |
| 19              | 37               | Viel Dampf um nichts                      | Steamgate                                 | 29. Januar 2016        | 10. Februar 2016               |
| 19              | 38               | Yeti-Alarm                                | Yeti Ready                                | 5. Februar 2016        | 11. Februar 2016               |
| 20              | 39               | Das Mais-Labyrinth der Verdammnis         | Le Corn Maze…OF DOOM!                     | 23. Oktober 2015       | 12. Februar 2016               |
| 20              | 40               | Harvey ist nicht gruselig                 | Harvey Isn’t Scary                        | 23. Oktober 2015       | 15. Februar 2016               |
| 21              | 41               | Terrybär                                  | Terrybear                                 | 19. Februar 2016       | 16. Februar 2016               |
| 21              | 42               | Das Birken-Rennen                         | Bark Kart                                 | 26. Februar 2016       | 17. Februar 2016               |
| 22              | 43               | Wade ist cooler als Dade                  | Wade is Cooler than Dade                  | 6. Juni 2016           | 27. Juni 2016                  |
| 22              | 44               | Der Schloss-König                         | King of the Castle                        | 6. Juni 2016           | 28. Juni 2016                  |
| 23              | 45               | Foofee                                    | Foofee                                    | 7. Juni 2016           | 29. Juni 2016                  |
| 23              | 46               | Warum seid ihr überhaupt Freunde?         | Why Are You Even Friends?                 | 7. Juni 2016           | 30. Juni 2016                  |
| 24              | 47               | Die Bestrafung                            | The Punishment                            | 9. Juni 2016           | 1. Juli 2016                   |
| 24              | 48               | Der Tag des Baumes                        | Arbor Day                                 | 9. Juni 2016           | 4. Juli 2016                   |
| 25              | 49               | Der zehnte Geburtstag                     | Double Digits                             | 10. Juni 2016          | 5. Juli 2016                   |
| 25              | 50               | Fees und Foos erster Geburtstag           | Fee and Foo’s First Birthday              | 10. Juni 2016          | 6. Juli 2016                   |
| 26              | 51               | Allein                                    | Alone                                     | 8. Juni 2016           | 7. Juli 2016                   |
| 26              | 52               | Foo-Schuhe                                | Foo Shoes                                 | 8. Juni 2016           | 8. Juli 2016                   |

### Staffel 2
In den USA liefen die Folgen 27 bis 34, 36, 39 und 41 auf Nickelodeon, die restlichen Episoden liefen auf Nicktoons. In Deutschland liefen alle Episoden auf Nickelodeon, einige liefen jedoch bereits vorab im Pay-TV auf Nicktoons.
| Nummer (gesamt) | Nummer (Staffel) | Deutscher Titel                   | Originaltitel                                  | Erstausstrahlung (USA) | Erstausstrahlung (Deutschland)                |
| 27              | 1                | Steampunks – Teil 1               | Steampunks – Part I                            | 23. Juni 2016          | 15. Mai 2017 (Pay-TV: 6. & 7. Februar 2017)   |
| 28              | 1                | Steampunks – Teil 2               | Steampunks – Part II                           | 24. Juni 2016          | 15. Mai 2017 (Pay-TV: 6. & 7. Februar 2017)   |
| 29              | 2                | Der neue Schnuckiputz             | The New Bugaboo                                | 13. Juni 2016          | 16. Mai 2017 (Pay-TV: 8. & 9. Februar 2017)   |
| 29              | 3                | Der verschwundene Pfannkuchen     | The Case of the Missing Pancake                | 14. Juni 2016          | 16. Mai 2017 (Pay-TV: 8. & 9. Februar 2017)   |
| 30              | 4                | Kathy mit K                       | Kathy with a “K”                               | 15. Juni 2016          | 17. Mai 2017 (Pay-TV: 10. & 13. Februar 2017) |
| 30              | 5                | Harveys Haustier                  | Harvey’s Pet                                   | 16. Juni 2016          | 17. Mai 2017 (Pay-TV: 10. & 13. Februar 2017) |
| 31              | 6                | Fees Pyramide                     | Fee’s Pyramid                                  | 17. Juni 2016          | 18. Mai 2017 (Pay-TV: 14. & 15. Februar 2017) |
| 31              | 7                | Der Lebensretter                  | Life Debt                                      | 20. Juni 2016          | 18. Mai 2017 (Pay-TV: 14. & 15. Februar 2017) |
| 32              | 8                | Große Gefühle                     | The Feelings                                   | 21. Juni 2016          | 19. Mai 2017                                  |
| 32              | 9                | Der Beutel des Bösen              | Bag of Naughty                                 | 22. Juni 2016          | 19. Mai 2017                                  |
| 33              | 10               | Operation Erdnussbutter           | Operation Peanut Butter                        | 27. September 2016     | 22. Mai 2017                                  |
| 33              | 11               | Kleines Klein-Birkenwald          | Little Littlebark                              | 28. September 2016     | 22. Mai 2017                                  |
| 34              | 12               | Fees Job                          | Repo Fee                                       | 29. September 2016     | 23. Mai 2017                                  |
| 34              | 13               | Die Armdrück-Champions            | Stalemates                                     | 30. September 2016     | 23. Mai 2017                                  |
| 35              | 14               | Die Ballade von Müsli & Jangles   | The Ballad of Muesli & Jangles                 | 5. April 2017          | 24. Mai 2017                                  |
| 35              | 15               | Der zerbrochene Foo               | Floo-id                                        | 5. April 2017          | 24. Mai 2017                                  |
| 36              | 16               | Mr. und Mrs. Borks                | Mr. & Mrs. Borks                               | 26. September 2016     | 25. Mai 2017                                  |
| 37              | 17               | Mister Blister                    | The Blister                                    | 29. März 2017          | 26. Mai 2017                                  |
| 37              | 18               | Die böse Saat                     | The Bad Seed                                   | 29. März 2017          | 26. Mai 2017                                  |
| 38              | 19               | Klein-Birkenwald rockt            | Rockbark Rocks                                 | 1. März 2017           | 29. Mai 2017                                  |
| 38              | 20               | Die Ozean-Beförderung             | Ocean Promotion                                | 1. März 2017           | 29. Mai 2017                                  |
| 39              | 21               | Der Techno-Schreck                | Technoscare                                    | 15. Oktober 2016       | 25. Oktober 2017                              |
| 40              | 22               | Der geheime Garten                | Secret Gordon                                  | 22. März 2017          | 30. Mai 2017                                  |
| 40              | 23               | Der unbekannte Comic-Künstler     | The Unknown Comic                              | 22. März 2017          | 30. Mai 2017                                  |
| 41              | 24               | Es ist Weihnachten, ihr Pflaumen! | It’s Christmas, You Dorks!                     | 9. Dezember 2016       | 16. Dezember 2017                             |
| 42              | 25               | Jeremy: Der Beschützer des Waldes | Jeremy: Defender of the Forest                 | 8. März 2017           | 8. Januar 2018 (Pay-TV: 14. & 15. Juni 2017)  |
| 42              | 26               | Prinzessin Harvey                 | Princess Harvey                                | 8. März 2017           | 8. Januar 2018 (Pay-TV: 14. & 15. Juni 2017)  |
| 43              | 27               | Der große Streit                  | The Split                                      | 15. März 2017          | 9. Januar 2018 (Pay-TV: 16. & 19. Juni 2017)  |
| 43              | 28               | „Der Dade“                        | The Dade                                       | 15. März 2017          | 9. Januar 2018 (Pay-TV: 16. & 19. Juni 2017)  |
| 44              | 29               | Ein Leben als Gangster            | Hug Life                                       | 18. Dezember 2017      | 10. Januar 2018 (Pay-TV: 8. September 2017)   |
| 44              | 30               | Der Zaun-Streit                   | On the Fence                                   | 18. Dezember 2017      | 10. Januar 2018 (Pay-TV: 8. September 2017)   |
| 45              | 31               | Prinzessin will eine Mom          | Princess Wants a Mom                           | 26. Dezember 2017      | 11. Januar 2018 (Pay-TV: 11. September 2017)  |
| 45              | 32               | Rasende Wut                       | Rage Against the Michelle                      | 26. Dezember 2017      | 11. Januar 2018 (Pay-TV: 11. September 2017)  |
| 46              | 33               | Die Seegeist-Hochzeit             | Break the Lake                                 | 22. Dezember 2017      | 12. Januar 2018 (Pay-TV: 24. August 2017)     |
| 46              | 34               | Der zauberhafte Harvey            | The Amazing Harvey                             | 22. Dezember 2017      | 12. Januar 2018 (Pay-TV: 24. August 2017)     |
| 47              | 35               | Spätnachmittagsshow               | The Late Late Afternoon Show with Harvey Beaks | 19. Dezember 2017      | 15. Januar 2018 (Pay-TV: 25. August 2017)     |
| 47              | 36               | Das Flossenhorn                   | The Grunicorn                                  | 19. Dezember 2017      | 15. Januar 2018 (Pay-TV: 25. August 2017)     |
| 48              | 37               | Kampf um die Foto-Krone           | Photo Finished                                 | 20. Dezember 2017      | 16. Januar 2018 (Pay-TV: 28. August 2017)     |
| 48              | 38               | Die Baum-Piraten                  | Squashbuckling                                 | 20. Dezember 2017      | 16. Januar 2018 (Pay-TV: 28. August 2017)     |
| 49              | 39               | Verrückt nach Kathy               | Leaf it to Kathy                               | 28. Dezember 2017      | 17. Januar 2018 (Pay-TV: 29. August 2017)     |
| 49              | 40               | Überleben in der Wildnis          | A Child’s Guide to Surviving the Wild          | 28. Dezember 2017      | 17. Januar 2018 (Pay-TV: 29. August 2017)     |
| 50              | 41               | Das Luxusmotel                    | Grand Motel                                    | 27. Dezember 2017      | 18. Januar 2018 (Pay-TV: 13. Oktober 2017)    |
| 50              | 42               | Sehnsucht nach Harvey             | Missing Harvey                                 | 27. Dezember 2017      | 18. Januar 2018 (Pay-TV: 13. Oktober 2017)    |
| 51              | 43               | Mach’s gut, Griesgram!            | Later, Dingus                                  | 21. Dezember 2017      | 19. Januar 2018 (Pay-TV: 30. August 2017)     |
| 51              | 44               | Die Haar-Krise                    | Hair to Help                                   | 21. Dezember 2017      | 19. Januar 2018 (Pay-TV: 30. August 2017)     |
| 52              | 45               | Ende und Anfang                   | The End and the Beginning                      | 29. Dezember 2017      | 22. Januar 2018 (Pay-TV: 20. November 2017)   |